# Duluth, Missabe and Iron Range Railway
| Duluth, Missabe and Iron Range Railway     | Duluth, Missabe and Iron Range Railway |
| ------------------------------------------ | -------------------------------------- |
| Depot der DM&IR in Two Harbors (Minnesota) |                                        |
| Strecke der DM&IR                          |                                        |
| Streckenlänge:                             | Maximal Ausdehnung 915 km              |
| Spurweite:                                 | 1435 mm (Normalspur)                   |
| Maximale Neigung:                          | 22 ‰                                   |
|                                            |                                        |

Die Duluth, Missabe and Iron Range Railway (DMIR), war eine Eisenbahngesellschaft im Norden der US-Bundesstaaten Minnesota und Wisconsin. Die Bahn transportierte Eisenerz und später auch Takonit zu den Häfen von Duluth und Two Harbors am Lake Superior. Die Bahngesellschaft wurde am 10. Mai 2004 von der Canadian National Railway (CN) aufgekauft.

## Geschichte
Von 1938 bis zum Kauf durch Canadian National Railway im Jahr 2004 war die Duluth, Missabe and Iron Range Railway der größte Transporteur für Eisenerz. Sie transportierte Eisenerz und später Takonit von den Minen im Nordosten von Minnesota zu den Erz-Häfen des Lake Superior in Duluth und Two Harbors (Minnesota).

### Erschließung der Vermilion Range
In den 1860er Jahren wurden große Erzvorkommen in der Vermilion Range entdeckt. Die Duluth and Iron Range Rail Road wurde 1874 damit beauftragt, eine Bahnstrecke von Duluth nach Babbitt zu bauen. Die Geschäftsleute Charlemagne Tower und George C. Stone erwarben die Eigentumsrechte 1881 und erbauten daraufhin eine 109 Kilometer lange Strecke von Agate Bay (heute Two Harbors) nach Tower (Minnesota). Der erste Erz-Zug der D&IR fuhr am 31. Juli 1884.

### Erschließung der Mesabi Range
Westlich des Vermilion Range befindet sich die Mesabi Range. Der Unternehmer Lewis Merritt und seine Söhne entdeckten 1890 auch in dieser Region große Erzvorkommen und erwarben umfangreichen Grundbesitz. Die Region befindet sich in der Nähe der heutigen Stadt Mountain Iron, westlich von Virginia (Minnesota). Am 23. Juni 1891 wurde die Duluth, Missabe and Northern Railway gegründet, um das Erz abzutransportieren. Der Bahnbau begann 1892. Die DM&N brachte ihre Erz-Züge nach Stony Brook (Minnesota) und die Duluth, Winnipeg and Pacific Railway zog sie weiter zu ihren Docks in der Nähe von Superior (Wisconsin). Der erste Zug mit Mesabi-Erz verkehrte am 17. Oktober 1892. Eine direkte Verbindung nach Duluth fehlte bis dahin aber. Nach finanziellen Anreizen der Stadt Duluth, beschloss die Familie Merritt schließlich eine Strecke nach Duluth zu bauen und dort ihre eigenen Docks zu errichten. Der Bau umfasste einen großen Verladebahnhof in Proctor. Von dort zu den Docks stieg die Linie auf eine Höhe von 182 Metern, mit einer maximalen Steigung von 22 Promille, hinauf zum Proctor Hill. Der erste Zug mit Mesabi-Erz erreichte die Docks von Duluth am 22. Juli 1893.

### Nach der Finanzkrise
Während der Finanzkrise von 1893 verschuldete sich die Familie Merritt und schließlich ging das Eigentum von Eisenbahn- und Bergbaugrundstücken an John D. Rockefeller über. Der Geschäftsmann Charlemagne Tower verkaufte die Duluth and Iron Range Rail Road 1887 an Illinois Steel, dem Federal Steel und schließlich U.S. Steel folgten. Bis 1901 standen sowohl die D&IR als auch die DM&N unter der Kontrolle von U.S. Steel. Das Stahlunternehmen stattete beide Bahnlinien mit schweren Schienen aus und baute sie auf Doppelspur um. Es bestellte auch größere Lokomotiven und Wagen. Gleichzeitig wurden auch große Depots und Ringlokschuppen in Proctor und Two Harbors erbaut. 1915 pachtete die DM&N die Spirit Lake Transfer Railway eine Verbindung zwischen der DM&N in Adolph und der Interstate Transfer Railway in Oliver (Wisconsin). Die ITR verlief von Oliver nach Itasca im Osten von Superior und verband die DM&N mit den großen Eisenbahnen im Norden. Darunter die Northern Pacific, Chicago and North Westerns, die Minneapolis, St. Paul and Sault Ste. Marie Railroad und die Duluth, South Shore and Atlantic Railway.

### Der Zusammenschluss zur Duluth, Missabe and Iron Range Railway
Die DM&N und D&IR blieben bis zum 1. Januar 1930 eigenständig. Danach mietete die DM&N die D&IR und vereinte den Betrieb. Am 1. Juli 1937 fusionierte die DM&N mit der Spirit Lake Transfer Railway zur Duluth, Missabe and Iron Range Railway. Die DM&IR erwarb dann das Eigentum an der D&IR und ITR und sie wurden am 22. März 1938 Teil der Gesellschaft.

### Die Weltwirtschaftskrise und der Nachkriegsboom
Die Krise reduzierte den Erzverkehr danach drastisch. Im Jahr 1932 fuhr deshalb kein einziger Erz-Zug. Der Nachkriegsboom führte dann aber wieder zu einer deutlich höheren Nachfrage nach Eisenerz, wobei 1953 ein Tonnagerekord aufgestellt wurde.

### Personenverkehr
Bis in die 1950er Jahre hinein zogen Dampflokomotiven Züge mit schweren Stahlwagen, zwei dieser Wagen hatten Aussichtskanzeln. Am Ende des Zweiten Weltkriegs bot die DM&IR immer noch Verbindungen zwischen Duluth und Ely (Minnesota) und Duluth und Hibbing an. 1953 kaufte das Unternehmen dann einen Budd RDC3 Dieseltriebwagen, der in der Iron Range Division in Dienst gestellt wurde und eine tägliche Verbindung zwischen Duluth nach Winton übernahm. Der Personenverkehr Duluth–Hibbing wurde 1953 eingestellt. Der Oberste Gerichtshof von Minnesota ordnete 1956 aber eine Wiederherstellung an. Der Triebwagen übernahm auch diese Verbindung und fuhr jeden Tag beide Kurse. Ende 1957 wurde der Kurs nach Hibbing aber erneut eingestellt. Der letzte Zug nach Ely verkehre am 15. Juli 1961 und beendete damit den Personenverkehr.

### Takonit, der Retter der DM&IR
Nach dem Zweiten Weltkrieg suchten die Stahlunternehmen nach einem Ersatz für natürliches Eisenerz. Sie entdeckten dabei, dass Takonit ein geeignetes Material darstellte. Deshalb wurden in den 1960er und 70er Jahren drei große Takonit-Fabriken entlang der Mesabi Range gebaut. Takonit erhöhte so die Produktion von Stahl. Es erleichtert auch den Transport, denn es gefror nicht. Natürliches Erz erforderte in den kalten Monaten teure Auftauvorgänge. Das Takonit konnte nun in Depots am See gelagert werden. Die DM&IR begann nun mit einem Ganzjahresbetrieb. Zuvor stellte sie ihren Betrieb ein, wenn die Häfen zufroren. Im Jahr 1973 beförderte die Missabe Linie zum ersten Mal mehr Takonit als natürliches Erz und in den folgenden Jahren gingen der Transport von Erz auf fast Null zurück.

### Niedergang
Die Schließung der Erz-Minen und der Rückgang des Frachtverkehrs führten 1977 zur Aufgabe der Strecke nach Coleraine (Minnesota), am westlichen Ende der Mesabi Range. Im nächsten Jahr wurden 40 Kilometer des Zweiges nordöstlich von Wales aufgegeben. Die Doppelspur der Iron Range Division wurde in den 1960er Jahren auf eine einzelne Spur reduziert. Die gesamte Missabe Division war dann schließlich ab 1988 eingleisig.

### Ausgliederung der DM&IR
1988 gliederte U.S. Steel die DM&IR und ihre anderen Eisenbahngesellschaften und Reedereien in ihre Tochtergesellschaft Transtar aus und verkaufte die Mehrheitsbeteiligung an die Blackstone Group. Im Jahr 2001 wurden die DM&IR und andere Beteiligungen von Transtar zu Great Lakes Transportation verlagert, die sich vollständig im Besitz von Blackstone befanden, so dass die DM&IR zum ersten Mal seit einem Jahrhundert nicht mehr mit U.S. Steel verbunden war.

### Übernahme durch die Canadian National Railway
Am 20. Oktober 2003 gab die Canadian National Railway bekannt, dass sie die Great Lakes Transportation aufkaufen würde. Der Kauf wurde am 10. Mai 2004 abgeschlossen und die unabhängige Duluth, Missabe and Iron Range Railway hörte auf zu existieren. Die CN musterte danach alle bis auf zehn der SD40-3-Loks, die meisten SD38 und alle SD9 und SD18 aus. Große Lokomotivreparaturen verlagerten sich danach von Proctor in andere Werkstätten, und die Zugdisponenten zogen erst nach Wisconsin, dann nach Illinois. Die CN investierte später in neue Erztransportwagen für die Missabe Linie und ersetzte nach und nach alle aus der Dampfzeit stammenden Wagen. Die DM&IR existierte auf dem Papier noch bis zum 31. Dezember 2011, als die CN die Tochtergesellschaften DM&IR und Duluth, Winnipeg and Pacific Railway zu Wisconsin Central fusionierte.

## Historische Bilder

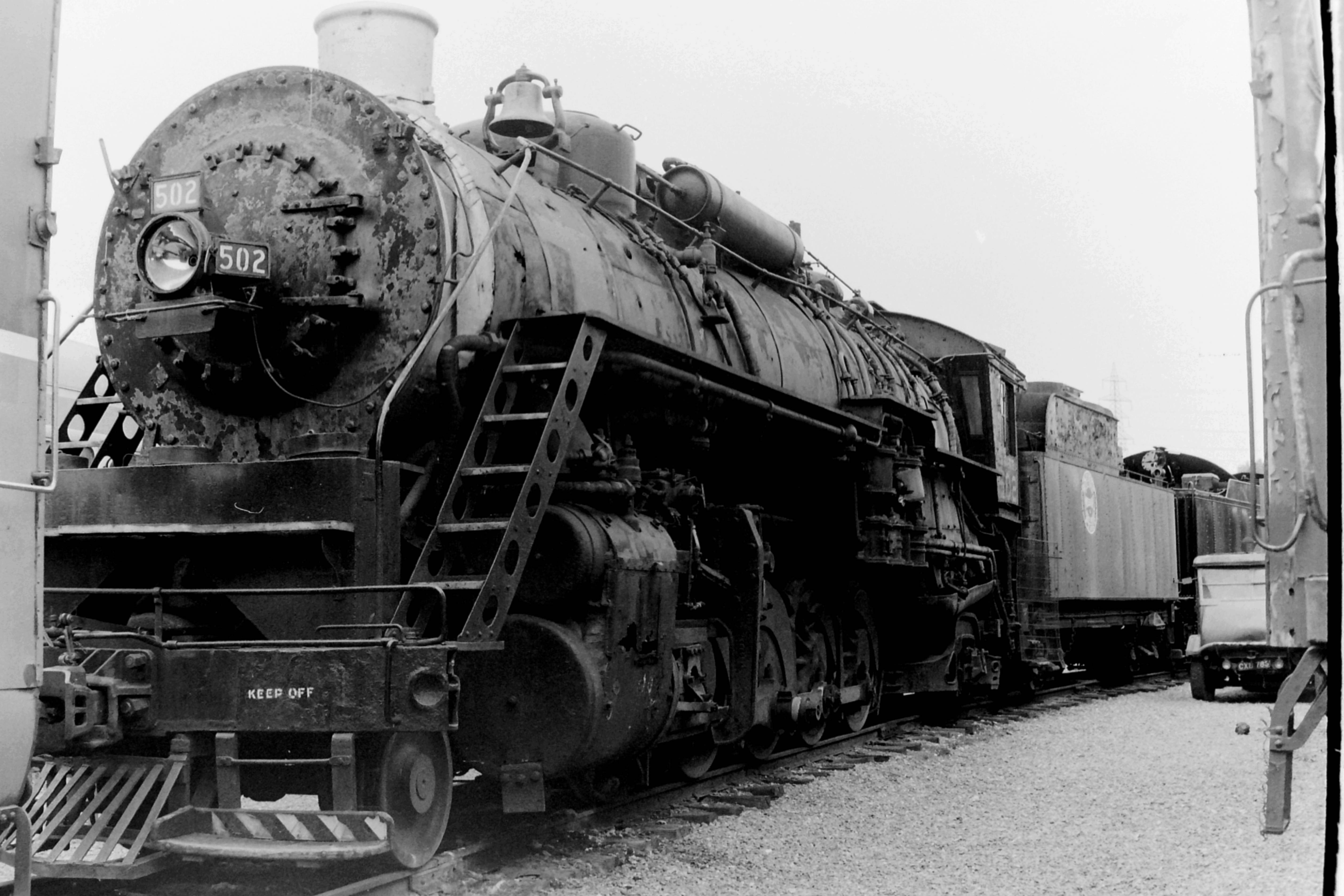
Lok 502 2-10-2, der DM&IR, im National Museum of Transport St. Louis
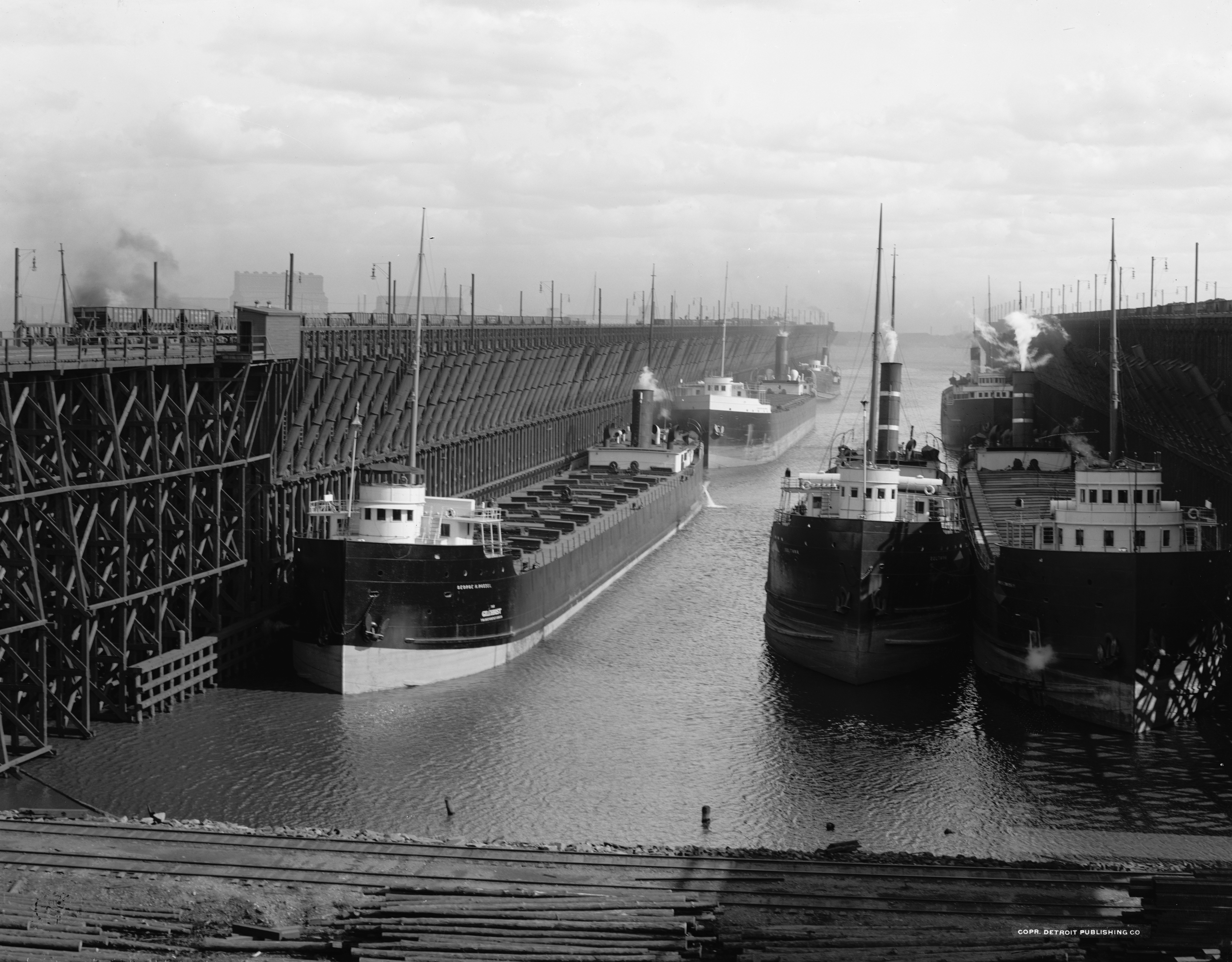
Der Erz-Hafen von Duluth 1905
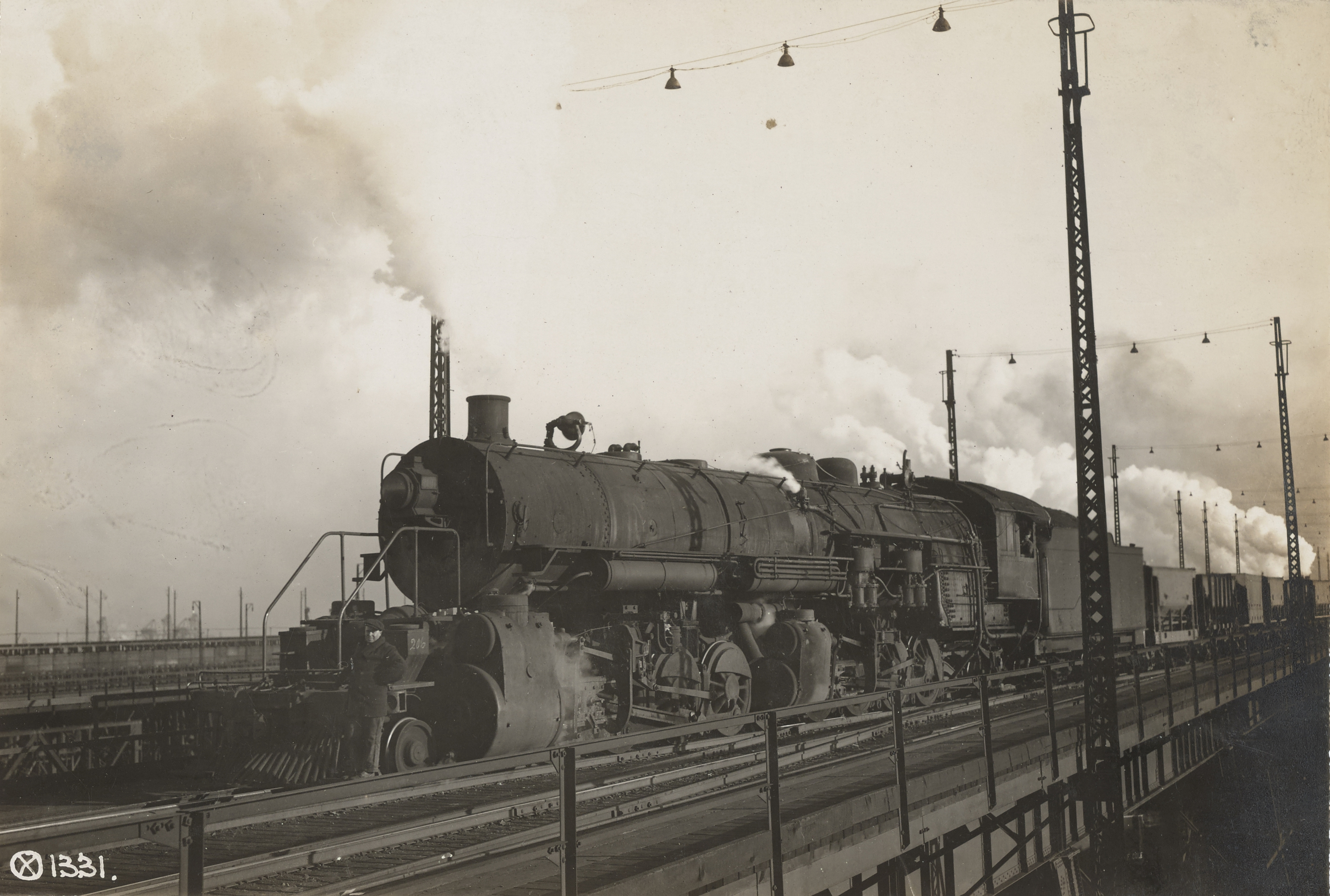
Mallet Lok 2-8-8-2, der Duluth, Missabe and Northern Railway, im Dezember 1917

## Triebfahrzeuge

### Dampflokomotiven
Im frühen 20. Jahrhundert kaufte die DM&N sechzehn 2-10-2 Lokomotiven und zwölf 2-8-8-2 Loks von Baldwin Locomotive Works. Nach der Pacht der D&IR im Jahr 1930 schickte die DM&N einige Loks zum Einsatz nördlich von Two Harbors. Als sich der Zweite Weltkrieg abzeichnete und die USA mit Lieferungen an die Alliierten begannen, waren die Loks der D&IR aber mittlerweile über 20 Jahre alt. Deshalb wurden neue, leistungsstärkere Modelle benötigt. Nach der Fusion der Bahngesellschaften erwarb die DM&IR dann 1941 acht der berühmten 2-8-8-4 Lokomotiven der Klasse M-3 von Baldwin. Sie waren sogar größer als die Big Boys der UP. Zehn weitere Loks kamen 1943 hinzu. Als der Verkehrsboom nach dem Krieg anhielt, kaufte die DM&IR 1949 neun 0-10-2 Loks von U.S. Steel in Pittsburgh, die die Mallet Lokomotiven auf dem Proctor Hill ersetzten. Im Jahr 1951 wurden achtzehn 2-10-4 Loks von der Bessemer and Lake Erie Railroad erworben. Die Dampfflotte der DM&IR erreichte 1951 mit 172 Lokomotiven ihren Höhepunkt. Die Bahnlinie blieb bis 1953 zu 100 Prozent dampfbetrieben. Die letzten 2-8-8-4 Loks zogen Erzzüge im Juli 1960. 1961 kamen sie noch gelegentlich bei Ausflugszügen zum Einsatz. Der letzte Dampfzug war eine Exkursion mit der 2-10-2 Nr. 514 am 29. September 1962.

### Übersicht Ankauf von Dampflokomotiven
- Frühes 20. Jahrhundert, Ankauf von sechzehn 2-10-2 Loks und zwölf 2-8-8-2 von Baldwin
- 1941 Ankauf von acht 2-8-8-4 Lokomotiven von Baldwin
- 1943 Ankauf von zehn weiteren 2-8-8-4 Lokomotiven
- 1949 Ankauf von neun 0-10-2 Loks von U.S. Steel in Pittsburgh
- 1951 Ankauf von achtzehn 2-10-4 Loks von der B&LE

### Diesellokomotiven
Ab 1954 wurden fünfzehn SW9 Rangierlokomotiven von Electro-Motive Diesel beschafft. Nach dem Test einer EMD F7 Lokomotive von der Bessemer and Lake Erie Railroad, entschied sich die DM&IR aber für die vielseitigeren 1.750 PS starken SD9 Lokomotiven vom selben Hersteller. Vier Bestellungen in den Jahren 1956–59 brachten vierundsiebzig der CC Einheiten auf die Strecke. Ein letzter Auftrag für neunzehn Loks des Nachfolgers SD18 im Jahr 1960, beendete den regulären Dampfbetrieb auf der DM&IR. 1959 kaufte die DM&IR sechs RSD15 Loks von ALCo für den Rangierbetrieb in Two Harbors, verkaufte sie aber 1964 wieder an die B&LE. Ein neues Depot in Proctor war nun das Betriebswerk für die Diesellokomotiven, und das Dampfbetriebswerk in Two Harbors wurde geschlossen. Die Duluth, Missabe and Iron Range Railway führte ihre Züge bis 1971 mit den Lokomotiven des Typs SD9 und SD18. Danach wurde damit begonnen die Loks SD38 zu beschaffen. Schließlich kam so eine Flotte von dreiundzwanzig SD38, SD38AC und SD38DC Lokomotiven zustande. Die zweiundzwanzig verbliebenen SD9 und SD18 wurden in den 1980er und 90er Jahren als „SDMs“ mit verkürzten Nasen und neuen Motoren umgebaut. In den Jahren 1996–97 kamen dann zwanzig umgebaute SD40-3 mit 3.000 PS hinzu.

### Übersicht Ankauf/Abgabe von Diesellokomotiven
- 1954 Ankauf von fünfzehn SW9 Rangierlokomotiven von EMD
- 1956–59 Ankauf von vierundsiebzig SD9 Loks von EMD
- 1959 Ankauf von sechs RSD15 Loks von ALCo für den Rangierbetrieb
- 1960 Ankauf von neunzehn SD18 Loks von EMD
- 1964 Verkauf der sechs RSD15 Loks an die B&LE
- Ab 1972 Ankauf von dreiundzwanzig SD38 (und SD38AC, SD38DC) Loks von EMD
- 1996–97 Ankauf von zwanzig SD40-3 von EMD

## Fahrzeuge

### Auswahl von Lokomotiven, die heute erhalten sind
| Dampflokomotiven        |                                        |                             |                                |      |      |                                                 |  |
| 3                       | Duluth and Iron Range Rail Road        | Baldwin Locomotive Works    | 2-6-0 Mogul                    | 1883 |      | Im Two Harbors Depot Museum ausgestellt.        |  |
| 14                      | Duluth, Missabe, and Northern Railway  | Baldwin Locomotive Works    | 2-8-2 Mikado                   | 1913 | 1966 | Im Lake Superior Railroad Museum ausgestellt.   |  |
| 332 (ehem. 28)          | Duluth, Missabe, and Northern Railway  | American Locomotive Company | 2-8-0 Consolidation, Class C-3 | 1906 | 1965 | Bei der North Shore Scenic Railroad in Betrieb. |  |
| 227                     | Duluth, Missabe and Iron Range Railway | Baldwin Locomotive Works    | 2-8-8-4 Yellowstone, Class M-3 | 1941 | 1960 | Im Lake Superior Railroad Museum ausgestellt.   |  |
| 1218                    | Duluth, Missabe and Iron Range Railway | Baldwin Locomotive Works    | 2-8-0 Consolidation            | 1910 | 1962 | Ausgestellt in Tower (Minnesota).               |  |
| Diesellokomotiven       |                                        |                             |                                |      |      |                                                 |  |
| 193                     | Duluth, Missabe and Iron Range Railway | Electro-Motive Diesel       | SD18                           | 1960 | 1998 | Bei der North Shore Scenic Railroad in Betrieb. |  |
| 316                     | Duluth, Missabe and Iron Range Railway | Electro-Motive Diesel       | SD-M                           | 1960 | 1990 | Bei der North Shore Scenic Railroad in Betrieb. |  |
| [ 3 ] [ 4 ] [ 5 ] [ 6 ] |                                        |                             |                                |      |      |                                                 |  |

### Auswahl von Wagen, die heute erhalten sind
| Personenwagen                 |                                        |                                       |         |                                                                  |  |
| Missabe                       | Duluth, Missabe and Northern Railway   |                                       | 1893    | Der Salonwagen ist im Lake Superior Railroad Museum ausgestellt. |  |
| 19                            | Duluth, Missabe and Iron Range Railway |                                       | 1890    | Im Lake Superior Railroad Museum ausgestellt.                    |  |
| 33                            | Duluth, Missabe and Iron Range Railway |                                       | 1918    | Bei der North Shore Scenic Railroad in Betrieb.                  |  |
| 68                            | Duluth, Missabe and Iron Range Railway |                                       | um 1900 | Im Lake Superior Railroad Museum ausgestellt.                    |  |
| W-24                          | Duluth, Missabe and Iron Range Railway |                                       | 1912    | Bei der North Shore Scenic Railroad in Betrieb.                  |  |
| The Northland                 | Duluth, Missabe and Iron Range Railway | Pullman Company                       | 1916    | Bei der North Shore Scenic Railroad in Betrieb.                  |  |
| Cabooses (Küchen- /Bürowagen) |                                        |                                       |         |                                                                  |  |
| C-12 (ehem. 9)                | Duluth, Missabe and Iron Range Railway | Duluth Car Manufacturing Company      | 1893    | Im Lake Superior Railroad Museum ausgestellt.                    |  |
| C-73                          | Duluth, Missabe and Iron Range Railway | Duluth, Minnesota & Northern Railroad | 1924    | In Tower (Minnesota) ausgestellt.                                |  |
| C-74                          | Duluth, Missabe and Iron Range Railway | Duluth, Minnesota & Northern Railroad | 1924    | Im Lake Superior Railroad Museum ausgestellt.                    |  |
| C-200                         | Duluth, Missabe and Iron Range Railway |                                       |         | In Proctor (Minnesota) ausgestellt.                              |  |
| [ 7 ]                         |                                        |                                       |         |                                                                  |  |